# Вулиця Гоголя (Кременчук)
Ву́лиця Го́голя — одна з вулиць Кременчука. Протяжність близько 650 метрів.

## Розташування
Вулиця розташована в центральній частині міста. Починається від Дніпра та прямує на північний-схід.
Проходить крізь такі вулиці (з початку вулиці до кінця):
- Іонінська
- Коцюбинського
- Перемоги
- Академіка Маслова

## Опис
Вулиця розташована в спальній частині міста.

## Походження назви
Вулиця названа на честь Миколи Гоголя, який у 1828 році відвідав Кременчуцький ярмарок, про що писав у листі своєму дядькові П. Косяровському:
«Нещодавно повернувся з Кременчука, де також був ярмарок і де найбільше я витратив на вина та на закуски …»
8 вересня 1828 рік

## Будівлі та об'єкти
- Буд. № 2. Архітектурна пам'ятка — комплекс споруд Кременчуцького військового шпиталю. Корпуси А, Б і В. (Комплекс головного штабу інспектора резервної кавалерії та поселення військ (три основні корпуси)[3].
- Буд. № 6. Архітектурна пам'ятка — комплекс споруд Кременчуцького училища цивільної авіації[3].